# Traité Esguerra-Bárcenas
Le traité Esguerra-Bárcenas est signé le 24 mars 1928 entre la Colombie et le Nicaragua.

## Description
Le traité Esguerra-Bárcenas délimite la frontière entre les deux pays dans la mer des Caraïbes.
Par le biais de ce traité, la Colombie reconnaît la souveraineté du Nicaragua sur la côte des Mosquitos tandis que le Nicaragua reconnait la souveraineté de la Colombie sur l'archipel de San Andrés y Providencia, le récif de Quitasueño et une zone maritime de 50 000 km2.

## Évolution
En 1980, le gouvernement sandiniste du Nicaragua a décidé de déclarer nul et non avenu le traité.
En 2001, le Nicaragua dépose une plainte contre la Colombie à la Cour internationale de justice, le Nicaragua revendiquant une zone maritime jusqu'à 82° de longitude,. Le 13 décembre 2007, la Cour confirme la pleine souveraineté de la Colombie sur les îles de San Andrés, Providencia et Santa Catalina. En revanche, elle ne se prononce pas sur la démarcation au méridien 82 de la frontière maritime et sur la souveraineté des cayes de Serranilla, Quitasueño, Serrana, Roncador et Bajo Nuevo.

## Sources

## Compléments